# Eugène Niel
 (août 2023).
Eugène Niel, né le 26 octobre 1836 à Rouen et mort le 17 mai 1905 au château du Houlley à Saint-Aubin-le-Vertueux, est un botaniste français.

## Biographie
Fils et petit-fils de banquiers, Niel est très tôt entré dans les bureaux de son père. Niel passait ses temps de loisir pour étudier les sciences, les arts et les langues vivantes. Intéressé par l’histoire naturelle, il devient, par son travail, un botaniste distingué. 
Quand son père se retire des affaires, il l’informe qu'il va consacrer son temps à la botanique, la mycologie et la microscopie. Son père s’incline. Il va consacrer sa vie à la recherche scientifique. 
Travailleur acharné, doté d’une excellente mémoire, Eugène Niel a enrichi l’histoire naturelle de découvertes importantes, spécialement parmi les nombreuses espèces de cryptogames dans les forêts de Normandie et les plaines du département de l’Eure. De nombreux botanistes lui envoyaient des plantes et des champignons afin d’avoir son avis. L’un d’eux a baptisé de son nom le champignon inconnu dont il avait reçu une analyse complète.
Il étudie les champignons, les végétaux phanérogames et cryptogames semivasculaires croissant en Normandie. Au cours de ses nombreuses herborisations, il a découvert plusieurs espèces de champignons nouvelles pour la science. Trois lui sont dédiées : Melanomma Nieli Roumeg, Phyllosticta nielana Roumeg, et Myxosporium nielanum Karst et Roumeg. 
Il s'est intéressé aux bactéries et a résumé ses recherches sur ces organismes dans un mémoire, intitulé Recherches sur les bactéries, publié en 1884.
En 1885, il est admis à l’Académie des sciences, belles-lettres et arts de Rouen. Il a pris comme sujet de son discours de réception « L’histoire naturelle et le roman » , pour s’élever contre les déductions hasardées, les utopies scientifiques dénaturant les théories et les faits scientifiques, et qu’il appelait « le romantisme dans la science ».
Il est nommé vice-consul du Brésil, le 18 mai 1865. L’empereur Pierre II lui a donné « un témoignage public de sa considération impériale » en le nommant chevalier de l’Ordre de la Rose. 
Dispensé de tout service militaire par son consulat, il a servi dans la garde nationale qui gardait la ville, lors de la Guerre franco-allemande de 1870. 
Il passe des nuits à la poudrière, ce qui lui vaut des rhumatismes, qui l'ont peu à peu paralysé des jambes, pour les dernières huit années de sa vie. 
Retiré à la campagne, il restera éloigné des réunions de l’Académie de Rouen. Cette institution, dont il avait été président en 1890, lui a conféré à titre exceptionnel la dignité de membre honoraire.
Il appartenait à une trentaine de sociétés savantes, non comme simple souscripteur, mais suivant la plupart de leurs séances. Il a été président de l’Académie des sciences, belles-lettres et arts de Rouen, de la Société des Sciences naturelles de Rouen, du Conseil honoraire de l’Émulation chrétienne, de la Société civile des écoles paroissiales de Rouen, du Conseil de fabrique de Saint-Vincent, de Rouen, du Conseil de fabrique de Saint-Aubin-le-Vertueux et du Comité des fêtes de bienfaisance de Rouen. Il a été vice-président de la Société de la Croix-Rouge, de la Société protectrice de l’enfance, de l’Assistance aux convalescents. Il a été secrétaire de la Société artistique de Normandie, du Conseil des crèches.
Il a, en outre, été membre de l’Association française pour l'avancement des sciences ; de la Société de secours aux Amis des Sciences ; de la Société botanique de France ; de la Société mycologique de France ; de la Société de l'histoire de Normandie ; de la Société normande de géographie ; de la Société des bibliophiles rouennais ; de la Société centrale d’Horticulture de la Seine-Inférieure ; de la Société de la Prévoyance mutuelle de Rouen ; de la Société des amis des arts de Rouen ; de la Société normande d'études préhistoriques ; de la Société linnéenne de Normandie ; de la Société libre d’Agriculture, Sciences et Arts de l’Eure ; de l’Association normande ; de la Société des agriculteurs de France ; de la Société des Chasseurs ; de la Société des sciences naturelles de l'Ouest de la France, à Nantes ; Membre correspondant de la Revue mycologique de Toulouse (pl). Il a publié, sur plus de vingt ans, de très nombreuses notes et mémoires.
Il meurt le 17 mai 1905 au château du Houlley à Saint-Aubin-le-Vertueux. Le 23 mai 1905, après un service célébré à Rouen en l’église Saint-Vincent, il est enterré au Cimetière monumental de Rouen, sans discours, selon sa volonté. Philippe Zacharie a fixé ses traits sur la planche lithographique.

## Publications scientifiques
- « Sur un cas de végétation remarquable du Bonapartea gracilis », Bulletin de la Société botanique de France, 1882, comptes-rendus des séances, p. 115.
- « Remarques sur l’Aira media Gouan », Bulletin de la Société des Amis des Sciences naturelles de Rouen, 2e sem. 1882, p. 415.
- « Une variété inédite de l’Anemone nemorosa, et découverte de l’Hieracium præaltum dans le département de l’Eure », Bulletin de la Société botanique de France, 1883, comptes-rendus des séances, p. 196.
- « Recherches sur les Bactéries, Rouen, Léon Deshays, 1884.
- « Catalogue des Plantes rares découvertes dans l’arrondissement de Bernay (Eure), depuis 1864 », Annuaire des cinq départements de la Normandie (Annuaire normand), 1884, p. 163. Tirés à part, Caen, F. Le Blanc-Hardel, 1884, (paginat. spéciale).
- « Note sur la maladie des végétaux dite « Gommose » », Bulletin de la Société des Amis des Sciences naturelles de Rouen, 1er sem. 1885, p. 81. Tirés à part, Rouen, Julien Lecerf, 1885, (paginat. spéciale).
- « Note sur le Corticium amorphum Fries », Bulletin de la Société des Amis des Sciences naturelles de Rouen, 1er sem. 1887, p. 73.
- « Herborisation à Saint-Évroult - Notre-Dame-du-Bois (Orne) », Bulletin de la Société botanique de France, 1888, comptes-rendus des séances, p. 112. Tirés à part, Paris, Imprimeries réunies, 1888, (même paginat.).
- « Catalogue des Plantes phanérogames et cryptogames semi-vasculaires croissant spontanément dans le département de l’Eure », Bulletin de la Société des Amis des Sciences naturelles de Rouen, 2e sem. 1888, p. 225. Tirés à part, Rouen, A. Lestringant ; Paris, Jacques Lechevalier ; Évreux, Bardel ; 1889, (paginat. spéciale).
- « Sur un phénomène remarquable de vitalité présenté par des souches de Sapin », Bulletin de la Société botanique de France, 1889, comptes-rendus des séances, p. 256.
- « Le Daucus carota L. et ses variétés : gummifer, hispidus, maritimus », Bulletin de la Société des Amis des Sciences naturelles de Rouen, 1er sem. 1889, p. 369.
- « Essai monographique sur les Ophiobolus observés en Normandie, par A. Malbranche et E. Niel, avec une planche », Bulletin de la Société des Amis des Sciences naturelles de Rouen, 1er sem. 1890, p. 47 et pl. I. Tirés à part, Rouen, Julien Lecerf, 1890, (même paginat.).
- « Observations sur le Cystopus candidus Lév. », Bulletin de la Société des Amis des Sciences naturelles de Rouen, 2e sem. 1890, p. 151. Tirés à part, Rouen, Julien Lecerf, 1891, (même paginat.).
- « Recherches sur la nature de la Manne des Hébreux », Précis analytique des travaux de l’Académie des Sciences, Belles-Lettres et Arts de Rouen, 1890-1, p. 81. Tirés à part, Rouen, Espérance Cagniard, 1892, (paginat. spéciale).
- « Remarques à propos des Tubulina fragiformis Pers. et, cylindrica Bull. », Bulletin de la Société mycologique de France, 1891, p. 98.
- « L’Impatiens noli-tangere L. et ses fleurs cleistogames », Bulletin de la Société des Amis des Sciences naturelles de Rouen, 1er sem. 1891, p. 65.
- « Observations sur le Polyporus obducens Pers. et le Merulius lacrymans Fr. », Bulletin de la Société des Amis des Sciences naturelles de Rouen, 1er sem. 1891, p. 69.
- « L’Azolla en Normandie », Bulletin de la Société des Amis des Sciences naturelles de Rouen, 1er sem. 1892, p. 41. Tirés à part, Rouen, Julien Lecerf, 1893, (même paginat.)
- « Note sur la Ranunculus ophioglossifolius D.C. », Bulletin de la Société des Amis des Sciences naturelles de Rouen, 1er sem. 1892, p. 45. Tirés à part, Rouen, Julien Lecerf, 1893, (même paginat.).
- « Note sur le Polyporus resinosus Fr. », Bulletin de la Société des Amis des Sciences naturelles de Rouen, 1er sem. 1892, p. 49. Tirés à part, Rouen, Julien Lecerf, 1893, (même paginat.).
- « Le Parasite du Seigle enivrant », Bulletin de la Société des Amis des Sciences naturelles de Rouen, 2e sem. 1892, p. 237. Tirés à part, Rouen, Julien Lecerf, 1893, (paginat. spéciale).
- « Note sur le Plasmodiophora brassica Woron. », Bulletin de la Société des Amis des Sciences naturelles de Rouen, 2e sem. 1892, p. 243. Tirés à part, Rouen, Julien Lecerf, 1893, (paginat. spéciale).
- « Liste des Champignons récoltés à Bon-Port et dans la forêt de Bord (Eure), par A. Le Breton.et E. Niel », Bulletin de la Société des Amis des Sciences naturelles de Rouen, 2e sem. 1892, p. 269.
- « Liste des Plantes recueillies par Eugène Niel à l’excursion de Lyons-la-Forêt (Eure) (3 juillet 1892) », Bulletin de la Société des Amis des Sciences naturelles de Rouen, 2e sem. 1892, p. 278.
- « Champignons nouveaux ou peu connus récoltés en Normandie (Seine-Inférieure, Eure et Orne), 5o liste, avec une planche, par A. Le Breton et E. Niel », Bulletin de la Société des Amis des Sciences naturelles de Rouen, 2e sem. 1893, p. 129. Tirés à part, Rouen, Julien Lecerf, 1894, (même paginat.).
- « Note sur le Polyporus (Coriolus) maritimus Quélet », Bulletin de la Société des Amis des Sciences naturelles de Rouen, 2e sem. 1893, p. 219.
- « Liste des Champignons recueillis dans le parc du château d’Harcourt (Eure) », Bulletin de la Société des. Amis des Sciences naturelles de Rouen, 2e sem. 1893, p. 237.
- « Quelques remarques sur l’Aecidium elatinum Alb. et Schw. (Chrysomyxa abietis Wallr.) », Bulletin de la Société des Amis des Sciences naturelles de Rouen, 1er sem. 1894, p. 46.
- « Remarques sur la végétation des vases provenant des dragages de la Seine », Bulletin de l’Association française pour l’Avancement des Sciences, session de Caen en 1894, 2e partie, p. 546. Tirés à part, Paris, Secrétariat de l’Association, 1895, (paginat. spéciale).
- « Les Marchés aux fleurs et l’Industrie florale », Précis analytique des travaux de l’Académie des Sciences, Belles-Lettres et Arts de Rouen, 1894-1895, p. 79. Tirés à part, Rouen, Léon Gy, 1896, (paginat. spéciale).
- « Histoire de deux plantes : l’Isatis tinctoria L. et l’Erigeron canadense L., Sotteville-lès-Rouen, E. Lecourt, [s.d].
- « Remarques sur le Cladosporium herbarum Link », Bulletin de la Société des Amis des Sciences naturelles de Rouen, 1er sem. 1895, p. 45. Tirés à part, Rouen, Julien Lecerf, 1896, (même paginat.).
- « Note sur quelques Carex nouveaux ou rares de la flore de Normandie », Bulletin de la Société des Amis des Sciences naturelles de Rouen, 2e sem. 1895, p. 101. Tirés à part, Rouen, Julien Lecerf, 1896, (même paginat.).
- « Observations sur le Polyporus giganteus Pers. et le Polyporus acanthoides Bull. », Bulletin de la Société mycologique de France, 1896, p. 120.
- « Notes mycologiques », Compte rendu de la session des Assises scientifiques, littéraires et artistiques, fondées par A. de Caumont (Assises de Caumont), tenue à Rouen en 1896, p. 90. Tirés à part, Rouen, Paul Leprêtre, 1896, (paginat. spéciale).
- « Note sur l’Eucalyptus globulus L’Hér. », Bulletin de la Société des Amis des Sciences naturelles de Rouen, 1er sem. 1896, p. 36.
- « Note sur le Clitocybe cryptarum Letell., avec une planche », Bulletin de la Société des Amis des Sciences naturelles de Rouen, 2e sem. 1896, p. 139. Tirés à part, Rouen, Julien Lecerf, 1897, (paginat. spéciale).